# Nicolas van Sprang
Nicolas van Sprang –conocido como Niki van Sprang– (Berlín, Alemania, 14 de junio de 1993) es un deportista neerlandés que compite en remo.
Ganó una medalla de plata en el Campeonato Mundial de Remo de 2022 y dos medallas en el Campeonato Europeo de Remo, en los años 2022 y 2023.
Participó en los Juegos Olímpicos de Tokio 2020, ocupando el séptimo lugar en la prueba de dos sin timonel.

## Palmarés internacional
| Campeonato Mundial | Campeonato Mundial       | Campeonato Mundial | Campeonato Mundial |
| Año                | Lugar                    | Medalla            | Prueba             |
| ------------------ | ------------------------ | ------------------ | ------------------ |
| 2022               | Račice (República Checa) | Medalla de plata   | Ocho con timonel   |
| Campeonato Europeo |                          |                    |                    |
| Año                | Lugar                    | Medalla            | Prueba             |
| 2022               | Múnich (Alemania)        | Medalla de plata   | Ocho con timonel   |
| 2023               | Bled (Eslovenia)         | Medalla de bronce  | Ocho con timonel   |